# Das zur Gazelle verzauberte Mädchen

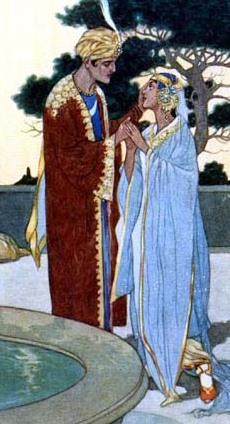
Der Sultan und das Gazellen-Mädchen. Zeichnung von René Bull, 1898.

Das zur Gazelle verzauberte Mädchen ist eine der Geschichten aus Tausendundeiner Nacht. In der Arabian Nights Encyclopedia wird sie als ANE 498 gelistet. Sie ist eine Binnengeschichte der größeren Erzählung Uns al-Wudschud und al-Ward fil Akmam (ANE 104).
Ein König gerät in den Besitz einer Gazelle, die sich plötzlich in eine wunderschöne junge Frau verwandelt. Da der König nur noch Augen für seine neue Konkubine hat, führt dies zu Konflikten mit den anderen Sklavinnen seines Harems.

## Handlung
Einst lebte ein Jäger, der eines Tages auf eine Gazelle traf, wie er zuvor keine schönere gesehen hatte. Er sandte den Falken aus, der das Tier packte, bis der Jäger die Gazelle einfangen konnte. Das Tier weinte und war von so unvergleichlicher, prächtiger Gestalt, dass sich der Jäger entschied, sie nur dem Sultan anzubieten. Der König war von der Gazelle angetan und kaufte sie dem Jäger ab. Zur Verblüffung des Sultans verwandelte sich die Gazelle in der Nacht plötzlich in eine wunderschöne Frau, deren Anmut nicht einmal von den sieben schönen Sklavenmädchen des Sultans übertroffen werden konnte. Das Mädchen begann dem Sultan seine Geschichte zu erzählen.
Das Mädchen wuchs einst als Halbwaise bei ihrem Vater auf, der sich eines Tages mit einer neuen Frau vermählte. Diese war jedoch eifersüchtig auf das Mädchen und konnte ihren Anblick irgendwann nicht mehr ertragen, sodass sie sie in eine Gazelle verwandelte; der Fluch sollte 60 Tage anhalten. Als die Hunde sich auf das zur Gazelle verwandelte Mädchen stürzten, floh es ins Umland und versuchte dort zu überleben. Doch eines Tages kam es, dass sie nicht acht gab und in Gefangenschaft des Jägers gelangte, der sie an den Sultan verkaufte. In der besagten Nacht, in der sie sich wieder in eine Frau verwandelte, war die Kraft des Zaubers erloschen.
Der König ließ die Gazellenfrau, die nun seine Sklavin geworden war, in den Harem zu seinen anderen Sklavinnen bringen und nahm ihr in der Nacht die Jungfräulichkeit. Seine sieben anderen Konkubinen beachtete er nicht mehr. Die Sklavinnen wurden angesichts der Vernachlässigung von Eifersucht gepackt, waren sie doch auch noch alle von dem König schwanger. Da der König sich nicht länger für sie interessierte, ließ er sie aus seinem Schloss hinausführen und in einer Zisterne unterbringen. Ein Koch sollte für ihr nötigstes Befinden sorgen. Er selbst lebte fortan mit der Gazellenfrau im Schloss zusammen.

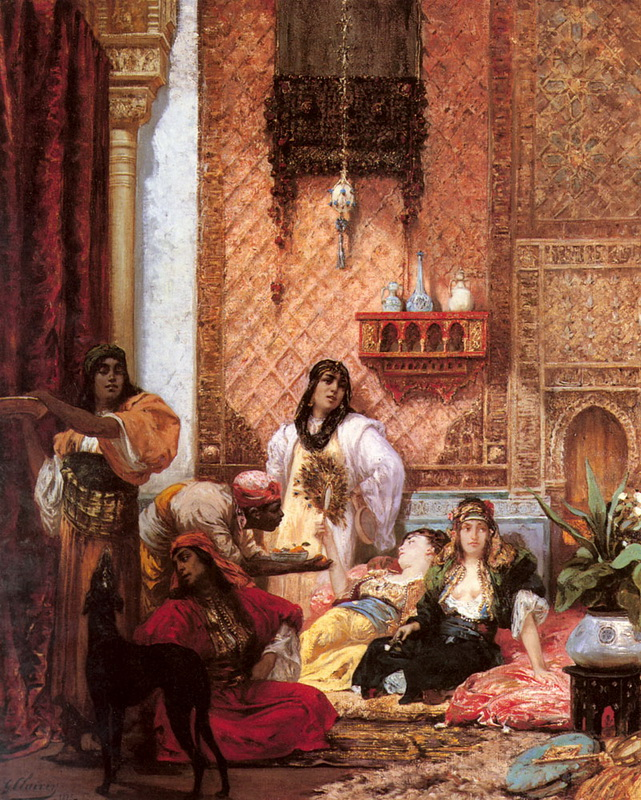
Die Sklavinnen des Sultans. Orientalismus-Gemälde von Georges Jules Victor Clairin, 1875.

Nun kam es, dass die sieben Sklavinnen alle in einer einzigen Nacht niederkamen und sieben Jungen zur Welt brachten, von deren Existenz der König aber nichts wusste, weil er sich für die Sklavinnen nicht mehr interessierte. Die Kinder wuchsen heran und schließlich verlangte die älteste Sklavin nach einem Lehrer, der die Jungen in Lesen und Schreiben, im Koran und anderen Wissenschaften unterrichten sollte; der Koch erfüllte ihren Wunsch und die Jungen wuchsen mit Wissen auf.
In der Zwischenzeit hatte auch die Gazellenfrau ihrem Herrn, dem König zwei bildschöne Töchter geboren. Nun kam es, dass eines Tages der König mit seinen Töchtern in den Garten ging und durch Zufall auf die sieben Jungen traf, die sein Herz erwärmten. Auf die Frage, wer ihre Eltern waren, gaben sie lediglich zur Antwort, dass sie Fremde waren; tatsächlich aber wussten die Jungen von ihren Müttern, dass der König ihr Vater war, verheimlichten es aber. Nachdem sie gebetet hatten, verließen sie heimlich den Garten, während der König und seine Töchter sehnsüchtig nach ihnen suchten und ob ihrer Abwesenheit den Appetit verloren, zum Leidwesen des Kochs.
Nun wussten die sieben Sklavinnen von ihren Söhnen, dass der König sich für seine Kinder interessierte und sahen den Zeitpunkt gekommen, dem König durch den Koch zu offenbaren, dass die sieben Jungen des Königs eigene Söhne waren. Als der König dies erfuhr, war er überglücklich und ließ seine Söhne und deren Mütter holen und gab ihnen ihre alte Stellung zurück.

## Hintergrund
In den Handschriften und frühen arabischen Druckausgaben von Tausendundeine Nacht findet sich die Geschichte ausschließlich in der 1764 verfassten Wortley-Montague-Handschrift.

## Ausgaben
- Felix Tauer: Neue Erzählungen aus den Tausendundein Nächten, Insel Taschenbuch, Frankfurt am Main 1989, 2 Bände (Wortley-Montague-Handschrift), Band 1, S. 368–374.